# Emil Skog
Emil Albert Skog, född 30 juni 1897 Helsinge kommun, död 20 september 1981 i Helsingfors, var en finländsk politiker (socialdemokrat). Skog var Finlands försvarsminister i sex regeringar 1948–50, 1951–53 och 1954–57. Åren 1946–57 var han ordförande i det socialdemokratiska partiet.  

## Biografi
Skog, som var metallarbetare till yrket, engagerade sig redan som 17-åring i fackföreningsrörelsen. Under inbördeskriget anslöt han sig till rödgardisterna i Helsingfors som artillerist. År 1918 tillfångatogs han och dömdes till åtta års tukthus; han avtjänade två och en halv månad av straffet på Sveaborg, men frigavs sedan efter att ha överklagat domen. Under 1920- och 30-talen innehade Skog flera ansvarsfulla uppdrag som facklig tjänsteman, och var även kommunalpolitiskt aktiv för socialdemokraterna i Helsingfors. Efter fortsättningskrigets utbrott var han under en tid tillförordnad ordförande i Metallarbetarförbundet, sedan den ordinarie ordföranden inkallats till fronten. 1941–46 var han funktionär med ansvar för bl.a. upplysningsärenden inom Metallarbetarförbundet. Därefter blev Skog vårdinspektör vid Post- och telegrafverket, ett uppdrag han innehade till 1964.
Inom socialdemokraterna tillhörde Skog partimajoriteten under Väinö Tanner; han var motståndare till samarbete med Finlands kommunistiska parti (SKP), men förhöll sig även misstroget till de s.k. vapenbrödrasocialisternas falang inom partiet under Väinö Leskinen. Vid partikongressen 1946 valdes han till ordförande, efter att ha besegrat partioppositionens kandidat Karl-August Fagerholm. Under Skogs ordförandeskap, som varade till 1957, skedde ett enande av de olika falangerna inom partiet, och man lyckades även inta en ledande ställning inom den finländska arbetarrörelsen.
Utöver sitt uppdrag som socialdemokratisk partiordförande blev Skog 1948 försvarsminister i Karl-August Fagerholms regering, en post han innehade i flera omgångar fram till 1957. År 1955 reste han till Moskva med den finländska delegation som skulle förhandla om ett återlämnande av Porkalaområdet och en förlängning av VSB-avtalet med Sovjetunionen; förhandlingarna resulterade i att Porkalaområdet återlämnades till Finland i september samma år. Han deltog även i regeringens och fackföreningsrörelsens inofficiella "strejkkommitté" under generalstrejken 1956. 
Efter 1950-talets mitt började splittringarna inom socialdemokraterna åter bli synliga, i synnerhet mellan Skog och Leskinen. Samtidigt hade partiets mittenfalang i hög grad övergett Skog och slutit upp kring Fagerholm. Vid partikongressen 1957 fick Leskinens linje en knapp majoritet, och Skog förlorade posten som partiordförande mot veteranen Tanner. Efter att splittringen därefter blivit alltmer markerad bröt sig falangen kring Skog år 1959 ut och bildade ett eget parti, Arbetarnas och småbrukarnas socialdemokratiska förbund (ASSF). Skog var ASSF:s ordförande från starten till 1964. I presidentvalet 1962 var han ASSF:s kandidat och fick två elektorsröster. 
Sedan Tanner hade lämnat ordförandeskapet för socialdemokraterna 1963 återvände Skog och hans anhängare till partiet följande år, men ASSF fortsatte sin verksamhet under Aarre Simonen. Skog var under en period efter sitt återinträde medlem i partistyrelsen, men stod i praktiken utanför den politiska ledningen. 1971 och 1974 utkom hans memoarer, Sosialisti ja patriootti muistelee och Veljet vastakkain, och 1975 utsågs han till hedersmedlem inom socialdemokraterna.
Skog är begravd på Sandudds begravningsplats i Helsingfors.